# Juan de Tassis y Peralta
Juan de Tassis y Peralta, 2:e greve av Villamediana, född 1582 i Lissabon, död den 21 augusti 1622 i Madrid, var en spansk författare. Han var son till Juan de Tassis y Acuña.
Tassis y Peralta  var en utpräglad gongorist, som med förgiftade epigram och våldsamt språk väckte sin tids uppmärksamhet. Hans komedi La gloria de Niquea uppfördes 1622 med mycken ståt inför hovet i Aranjuez, och hans fabler Faetonte och El Fenix är prov på extrem gongorism. Han är representerad i Rivadeneiras Biblioteca de autores españoles, band 43, och omtalas i Ensayo de una biblioteca española de libros raros y curiosos.